# Зринска Драга
Зринска Драга (до 1991. Драга) је насељено мјесто у општини Двор, у Банији, Сисачко-мославачка жупанија, Република Хрватска.

## Историја
Зринска Драга се од распада Југославије до августа 1995. године налазила у Републици Српској Крајини.

## Становништво
Насеље је према попису становништва из 2011. године имало 35 становника.
| Националност       | 1991. | 1981. | 1971. | 1961. |
| Срби               | 98    | 129   | 169   | 222   |
| Југословени        |       | 3     |       |       |
| Хрвати             | 1     |       | 1     |       |
| остали и непознато |       | 4     |       | 1     |
| Укупно             | 99    | 136   | 170   | 223   |

| Демографија | Демографија | Демографија |
| Година      | Становника  | Становника  |
| ----------- | ----------- | ----------- |
| 1961.       | 223         |             |
| 1971.       | 170         |             |
| 1981.       | 136         |             |
| 1991.       | 99          |             |
| 2001.       | 44          |             |
| 2011.       |             | 35          |